# Nésogène d'Orère
Nesogenes orerensis
Espèce
La nésogène d'Orère (Nesogenes orerensis) est une espèce de plantes à fleurs de la famille des orobanchacées. Elle est endémique de l'île de La Réunion, département d'outre-mer français du sud-ouest de l'océan Indien. On ne la trouve qu'à Aurère, dans le cirque naturel de Mafate.